# Turnback Dome
Turnback Dome är en bergstopp i Antarktis. Den ligger i Östantarktis. Australien gör anspråk på området. Toppen på Turnback Dome är 2 330 meter över havet.
Terrängen runt Turnback Dome är huvudsakligen en högslätt. Trakten är obefolkad. Det finns inga samhällen i närheten.